# Hundshögen

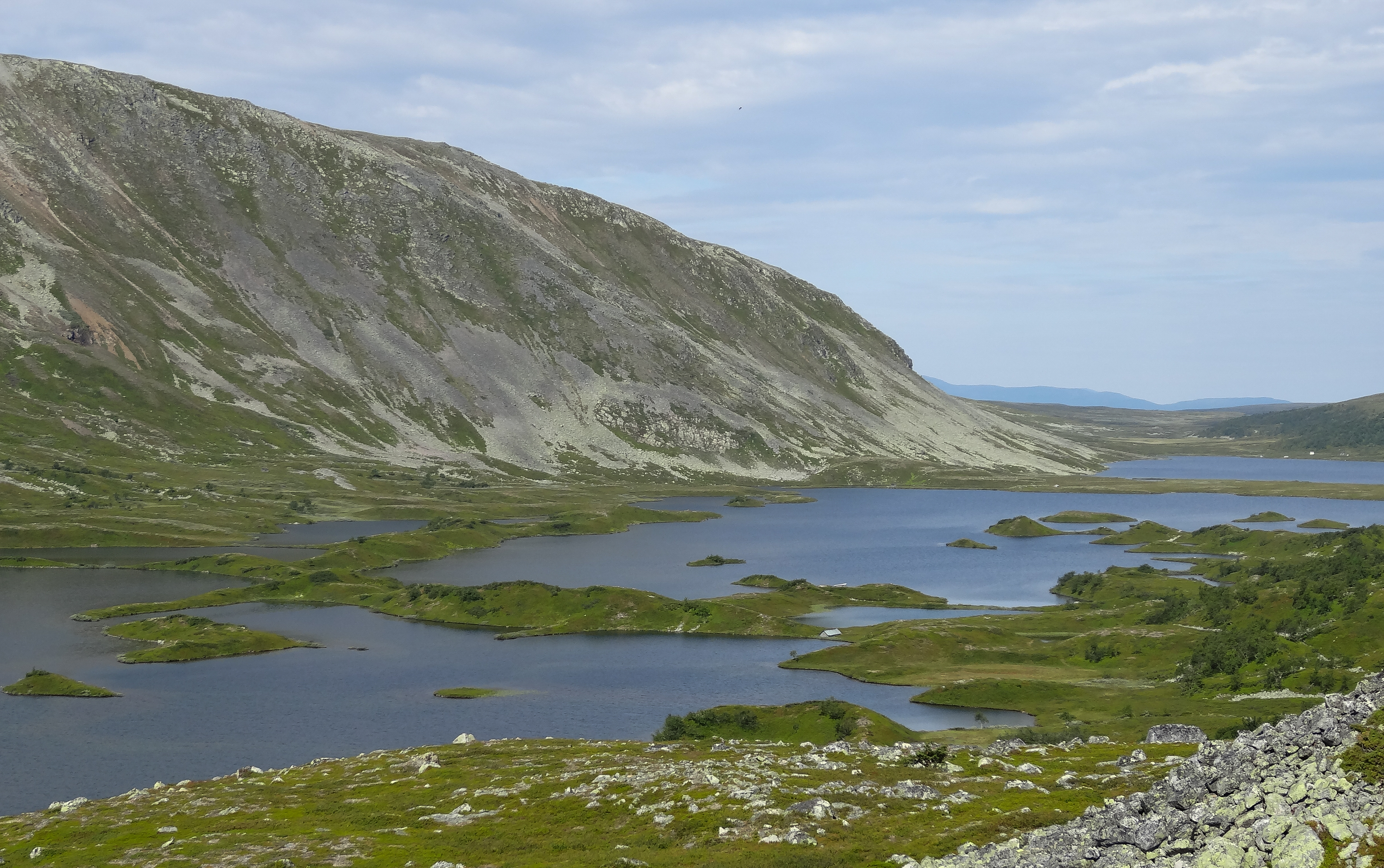
Fjället Hundshögen och Dörrsjöarna

Hundshögen, på jamska Hundshaugen och sydsamiska Vinhtseåelkie, är en fjälltopp 1371 meter över havet i södra Oviksfjällen i Jämtland.
Namnet är en försvenskad version av den jamtska/norska stavningen Hundshaugen (uttalas ”Hundshøugen”) och finns utskrivet i obestämd form som ”Hundshaug”. Skrivsättet refererar förmodligen direkt till den avskrift från den gamla landsskråtexten som definierade gränsen mellan Jamtaland och Herjeådalen från Skule Bårdsson Jarls tid på 1200-talet, och som finns återgiven i några av de bevarade diplomatarietexterna från 1480-talet, där det skrivs ”Hu(n)dzhaugh”.
Det går en markerad vandringsled mellan Hundshögens topp och Arådalens turiststation.
Norr om Hundshögen finns det en dalgång med ett istidsdelta, så kallat sandur. Väster om detta breder Dörrsjöarna ut sig. 